# Complexe (biologie)
Pour les articles homonymes, voir Complexe.
En biologie, le mot complexe désigne généralement toute association de molécules basée sur des forces autres que la liaison covalente. Il est utilisé dans le même sens et avec la même définition en chimie supramoléculaire, où on lui préfère parfois le nom de supermolécule.
Souvent les macromolécules s'associent entre elles, par deux (Dimère), par nombre réduit (Oligomère), ou en nombre plus important (Polymère). 

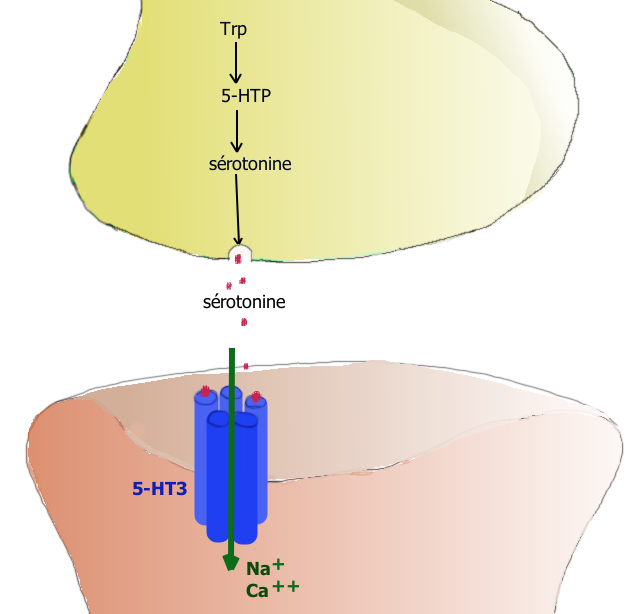
L'aval d'une synapse à la sérotonine. Le récepteur est en bleu. La sérotonine va venir former un complexe avec le récepteur, ce qui va entraîner la formation d'un signal électrique (potentiel d'action)

## Complexes récepteur-ligand

### Principes
Ces associations s'effectuent par des liaisons non-convalentes. C'est une association secondaire et de faible énergie (4 à 30 kJ), de type liaison hydrogène, hydrophobe ou électrostatique.
La fixation d'un ligand sur son récepteur s'accompagne fréquemment d'une modification de ce dernier, entraînant un dégagement ou une consommation d'énergie, ou la création d'un gradient ionique ou électrochimique

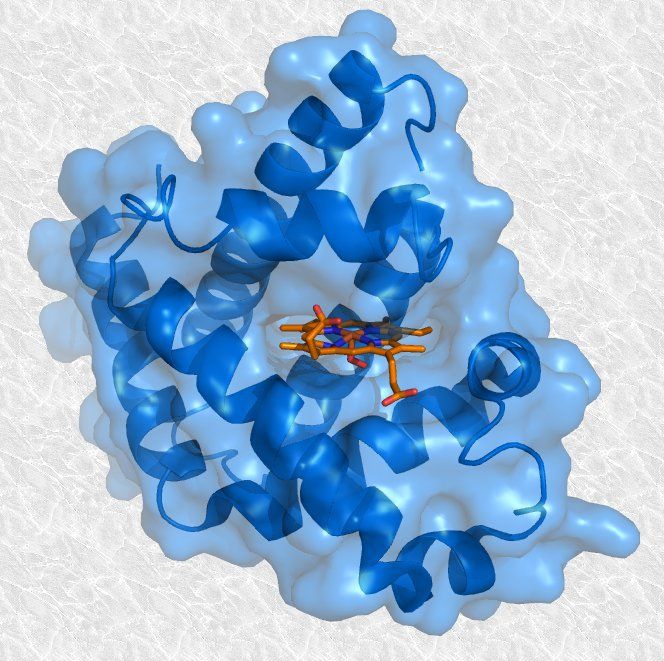
La Myoglobine (l'Hème est au centre) est un exemple de complexe récepteur-ligand

La formation d'un complexe récepteur-ligand peut s'effectuer entre une enzyme et un composé non protéique (de nature lipidique, Ionique, etc.) comme dans le cas de l'Hémoglobine. Le ligand peut en effet être de nature très diverse : métal (Calcium, Fer, Zinc, Cuivre), molécules de bas poids moléculaire (Dopamine, Sérotonine, NO), acides aminés, etc.
L'eau est un facteur indispensable à la formation du complexe, notamment par son rôle de solvant. 
Les processus synaptiques sont des exemples typiques où les complexes récepteur-ligand (le neurotransmetteur) interviennent tout comme le transport de l'oxygène par l'hémoglobine.
La constante Kd de dissociation du complexe mesure l'affinité du ligand pour le récepteur.
Sa formule est {\displaystyle Kd(mol.L^{-1})=k_{-1}/k1=[P]\times [L]/[PL]}
où {\displaystyle K_{-1}}et {\displaystyle K_{1}}sont les constantes de vitesses de dissociation et d'association , [P] et [L] les concentrations de la Protéine et du Ligand.
L'équation de Michaelis-Menten régit cet ensemble de lois de la dissociation et de l'association des complexes.

### Rôles et fonctions physiologiques
On peut citer les fonctions :
- immunologique (complexe immun) ;
- transport ;
- transmission des signaux ;
- agonisme et antagonisme endogène (au niveau synaptique par exemple).